# مهدی خانلو
مهدی خانلو یک روستا در ایران است که در دهستان آزادلو واقع شده‌است. مهدی خانلو ۴۰ نفر جمعیت دارد.